# N-アセチルラクトサミン
N-アセチルラクトサミン（N-acetyllactosamine、略称: LacNAc）は、窒素含有二糖の一つである。
N-アセチルラクトサミンは多くの糖タンパク質の構成成分であり、糖質抗原として機能し、正常な細胞認識や悪性転化および転移に関与すると考えられている。また、ヒト母乳オリゴ糖の構造中にも含まれており、プレバイオティクス効果があるとされている。